# Primera División Regional Aficionados de Castilla y León 2022-23
La temporada 2022-23 de la Primera División Regional Aficionados de Castilla y León de fútbol corresponde a la trigésimo séptima edición de la competición y la vigésimo cuarta con su actual denominación. Esta es la segunda temporada de la competición en el sexto nivel del sistema de Ligas de fútbol de España. La primera fase de la competición arrancó el 10 de septiembre de 2022 y terminó el 28 de mayo de 2023. Con posterioridad se disputó el play-off de ascenso a Tercera Federación, que comenzó el 3 de junio y finalizó el 24 de junio y que decidió una de las tres plazas de ascenso en juego.

## Sistema de competición
El número inicial de 34 equipos de los que iba a constar esta edición se amplió a 35 tras la ratificación por parte de la FCyLF de la permanencia del S.D. Fabero. Además, se trasladó a los equipos de la provincia de Ávila de nuevo al grupo A, tras jugar la temporada pasada en el grupo B a fin de equilibrar los grupos.
Participan treinta y cinco clubes repartidos en dos grupos de 17 y 18 equipos respectivamente y distribuidos siguiendo criterios geográficos. Se enfrentan todos contra todos en dos ocasiones -una en campo propio y otra en campo contrario- durante un total de 34 jornadas. El orden de los encuentros se decide por sorteo antes de empezar la competición. La Federación de Fútbol de Castilla y León es la responsable de designar las fechas de los partidos y los árbitros de cada encuentro, reservando al equipo local la potestad de fijar el horario exacto de cada encuentro.
La clasificación final se establece con arreglo a los puntos obtenidos en cada enfrentamiento a razón de tres por partido ganado, uno por empatado y ninguno en caso de derrota. Si al finalizar el campeonato dos equipos obtuviesen la misma puntuación, los mecanismos para desempatar la clasificación serán los siguientes:
1. El equipo que haya marcado más goles al otro en los enfrentamientos entre ambos.
2. Si persiste el empate, se tendrá en cuenta la diferencia de goles a favor y en contra en todos los encuentros del campeonato, prevaleciendo la diferencia más positiva.
3. De persistir aun así el empate, se tendrá en cuenta el número de goles marcados en todo el campeonato, prevaleciendo la mayor cantidad.

Si el empate a puntos se produce entre tres o más clubes, los sucesivos mecanismos de desempate son los siguientes:
1. La mejor puntuación de la que a cada uno corresponda a tenor de los resultados de los partidos jugados entre sí por los clubes implicados.
2. La mayor diferencia de goles a favor y en contra, considerando únicamente los partidos jugados entre sí por los clubes implicados.
3. La mayor diferencia de goles a favor y en contra teniendo en cuenta todos los encuentros del campeonato.
4. El mayor número de goles a favor teniendo en cuenta todos los encuentros del campeonato.

Una vez finalizada la fase regular de la competición, el primer clasificado de cada grupo asciende directamente a Tercera Federación.
El segundo y el tercer clasificados de cada grupo disputarán un Play-Off formado por dos rondas de eliminatorias a doble partido. El equipo que supere ambas rondas obtendrá el ascenso a la Tercera Federación.
Con el fin de reducir de cara a la siguiente temporada el formato de competición a treinta y dos equipos cada grupo contará con 5 plazas fijas de descenso a la Primera División Provincial. Aparte de estas diez plazas fijas de descenso habrá otras variables, una por cada uno de los clubes que desciendan de la Tercera Federación y que se establecerá en el grupo al que dicho club quede asignado, restando además una plaza en el grupo del que proceda el equipo que ascienda a esa misma categoría por medio de los play-off.
Los posibles descensos extra a la categoría inmediatamente inferior estarán condicionados al paso por la vía deportiva de equipos castellanos y leoneses de Tercera a Segunda Federación en la presente temporada y viceversa, así como por los descensos extra de la Tercera División RFEF a Primera División Regional que se deriven de dicho trasvase de equipos (uno por cada equipo de más que descienda procedente de la Tercera División RFEF). A fin de dejar para la próxima temporada la Primera División Regional en 32 (16 por grupo) no se contemplarán ascensos extra de ningún tipo.
El sistema de competición y las consecuencias clasificatorias fueron aprobadas por la FCyLF. El 6 de mayo de 2023 la RFEF llegó a un acuerdo para fijar cada grupo de la Tercera Federación en 18 participantes desde la temporada 2023-24, dos más que en la anterior. Dicha ampliación fue aprobada el 5 de junio por la Comisión Delegada de la Asamblea General de la RFEF, estableciéndose las condiciones para la misma con base en la aplicación del Reglamento General.

## Ascensos y descensos
Los equipos que mantuvieron la categoría en la anterior temporada participan en la actual, junto a los cuatro equipos descendidos de la Tercera División RFEF y los nueve equipos ascendidos de la Primera División Provincial.
| Pos.          | Ascendidos a Tercera Federación |
| ------------- | ------------------------------- |
| 1.º (Grupo A) | C.D. Becerril                   |
| 1.º (Grupo B) | S.D. Ponferradina "B"           |
| 2.º (Grupo A) | Unami C.P.                      |

| Pos. | Descendidos de Tercera Federación |
| ---- | --------------------------------- |
| 14.º | C.D. Ribert                       |
| 15.º | Salamanca C.F. UDS "B"            |
| 16.º | Ciudad Rodrigo C.F.               |
| 17.º | C.D. Colegios Diocesanos          |

| Pos.                   | Ascendidos de Primera División Provincial |
| ---------------------- | ----------------------------------------- |
| 1.º (Grupo Ávila)      | C.D. Las Navas                            |
| 1.º (Grupo Burgos)     | C.D. Internacional Vista Alegre           |
| 1.º (Grupo León)       | C.D. Onzonilla                            |
| 2.º (Grupo Palencia)   | Unión Popular de Palencia                 |
| 1.º (Grupo Salamanca)  | Unionistas de Salamanca C.F. "B"          |
| 1.º (Grupo Segovia)    | C.D. Cuéllar Balompié                     |
| 1.º (Grupo Soria)      | Abejar C.F.                               |
| 1.º (Grupo Valladolid) | C.D. La Pedraja                           |
| 2.º (Grupo Zamora)     | Zamora C.F. "B"                           |

| Pos.           | Descendidos a Primera División Provincial |
| -------------- | ----------------------------------------- |
| 13.º (Grupo A) | C.P. Salas                                |
| 14.º (Grupo A) | C.D. Monteresma La Atalaya                |
| 14.º (Grupo B) | Real Salamanca Monterrey C.F.             |
| 15.º (Grupo A) | C.D. Bupolsa                              |
| 15.º (Grupo B) | C.D. Béjar Industrial                     |
| 16.º (Grupo A) | C.D. Tardelcuende                         |
| 16.º (Grupo B) | C.D. Bovedana                             |
| 17.º (Grupo A) | Real Burgos C.F.                          |
| 17.º (Grupo B) | Atlético Candeleda                        |

1. ↑  Tras el final de temporada el C.D. Colegios Diocesanos cambió su nombre por DiocesÁvila UCAV.
2. ↑  Tras el final de temporada el C.D. Bupolsa cambió su nombre por C.D. Burgalés.

## Participantes

### Información sobre los equipos participantes

#### Grupo A
| Equipo                            | Localidad                                   | Estadio                     |
| --------------------------------- | ------------------------------------------- | --------------------------- |
| Abejar C.F.                       | Abejar                                      | La Ermita                   |
| C.F. Briviesca                    | Briviesca                                   | Diego Dávila Álvarez        |
| C.D. Calasanz                     | Soria                                       | José Andrés Diago 2         |
| CyD Cebrereña                     | Cebreros                                    | El Mancho                   |
| C.D. Cuéllar Balompié             | Cuéllar                                     | Santa Clara Cuéllar         |
| DiocesÁvila UCAV                  | Ávila                                       | Sancti Spiritu A            |
| C.D. Internacional Vista Alegre   | Burgos                                      | C.M. Pallafría n.º 1        |
| C.D. La Granja                    | La Granja de San Ildefonso                  | El Hospital                 |
| C.D. Las Navas                    | Las Navas del Marqués                       | C.M. Las Navas              |
| C.D. Palencia Cristo Atlético "B" | Palencia                                    | El Otero                    |
| Racing Lermeño C.F.               | Lerma                                       | El Arlanza                  |
| C.D. San José                     | Soria                                       | San Juan                    |
| Sporting Uxama                    | El Burgo de Osma                            | Municipal del Burgo de Osma |
| Turégano C.F.                     | Turégano                                    | El Burgo Turégano           |
| Unión Popular Palencia            | Palencia                                    | Sergio Asenjo 1             |
| C.D. Villamuriel                  | Villamuriel de Cerrato                      | Rafael Vázquez Sedano       |
| Villarcayo Nela C.F.              | Villarcayo de Merindad de Castilla la Vieja | El Soto                     |

#### Grupo B
| Equipo                           | Localidad               | Estadio                   |
| -------------------------------- | ----------------------- | ------------------------- |
| C.D. Atlético Mansillés          | Mansilla de las Mulas   | La Caldera                |
| C.D. Benavente                   | Benavente               | Luciano Rubio             |
| Betis C.F.                       | Valladolid              | Nemesio Gómez "Peque"     |
| Ciudad Rodrigo C.F.              | Ciudad Rodrigo          | Francisco Mateos          |
| S.D. Fabero                      | Fabero                  | Municipal de Fabero       |
| La Bañeza F.C.                   | La Bañeza               | La Llanera                |
| La Cistérniga C.F.               | La Cistérniga           | Municipal La Cistérniga 1 |
| C.D. La Pedraja                  | La Pedraja de Portillo  | La Serna                  |
| C.D. Laguna                      | Laguna de Duero         | La Laguna                 |
| C.D. Mojados                     | Mojados                 | Municipal Mojados         |
| C.D. Onzonilla                   | Onzonilla               | La Vega 1                 |
| C.D. Peñaranda                   | Peñaranda de Bracamonte | Luis García García        |
| C.D. Ribert                      | Salamanca               | Estadio Helmántico        |
| Salamanca C.F. UDS "B"           | Salamanca               | Estadio Helmántico        |
| Unionistas de Salamanca C.F. "B" | Salamanca               | Rosa Colorado             |
| C.D. Villa de Simancas           | Simancas                | Los Pinos                 |
| C.D. Villaralbo                  | Villaralbo              | Los Barreros              |
| Zamora C.F. "B"                  | Zamora                  | Anexos Ruta de la Plata 1 |

| Cebrereña DiocesÁvila UCAV Las Navas Briviesca Internacional Vista Alegre Racing Lermeño Villarcayo Nela Atlético Mansillés Fabero La Bañeza Onzonilla Palencia Cristo Atlético "B" Unión Popular Palencia Villamuriel Ciudad Rodrigo Peñaranda Ribert Salamanca UDS "B" Unionistas "B" Cuéllar Balompié La Granja Turégano Abejar Calasanz San José Sporting Uxama Betis C.F. La Cistérniga La Pedraja Laguna Mojados Villa de Simancas Benavente Villaralbo Zamora "B" |

### Equipos por Provincia
| N.º | Provincia  | Equipos | Grupo |
| --- | ---------- | --- | ----- |
| 3   | Ávila      | CyD Cebrereña, DiocesÁvila UCAV y C.D. Las Navas                                                            | A     |
| 4   | Burgos     | C.F. Briviesca, C.D. Internacional Vista Alegre, Racing Lermeño C.F. y Villarcayo Nela C.F.                 | A     |
| 3   | Palencia   | C.D. Palencia Cristo Atlético "B", Unión Popular Palencia y C.D. Villamuriel                                | A     |
| 3   | Segovia    | C.D. Cuéllar Balompié, C. D. La Granja y Turégano C.F.                                                      | A     |
| 4   | Soria      | Abejar C.F., C.D. Calasanz de Soria, C.D. San José de Soria y Sporting Club Uxama                           | A     |
| 4   | León       | C.D. Atlético Mansillés, S.D. Fabero, La Bañeza F.C. y C.D. Onzonilla                                       | B     |
| 5   | Salamanca  | Ciudad Rodrigo C.F., C.D. Peñaranda, C.D. Ribert, Salamanca C.F. UDS "B" y Unionistas de Salamanca C.F. "B" | B     |
| 6   | Valladolid | C.D. Betis C.F., C.D. La Cistérniga, C.D. La Pedraja, C.D. Laguna, C.D. Mojados y C.D. Villa de Simancas    | B     |
| 3   | Zamora     | C.D. Benavente, C.D. Villaralbo y Zamora C.F. "B"                                                           | B     |

## Fase regular

### Grupo A

#### Clasificación
| Pos. | Equipo                                   | Pts. | PJ | G  | E  | P  | GF | GC  | Dif. |                                                                   |
| ---- | ---------------------------------------- | ---- | -- | -- | -- | -- | -- | --- | ---- | ----------------------------------------------------------------- |
| 1    | DiocesÁvila UCAV (A, C)                  | 74   | 32 | 23 | 5  | 4  | 70 | 19  | +51  | Ascenso a Tercera Federación                                      |
| 2    | Turégano C.F. (X)                        | 71   | 32 | 23 | 2  | 7  | 81 | 28  | +53  | Acceso a promoción de ascenso a Tercera Federación y Copa del Rey |
| 3    | C.F. Briviesca                           | 67   | 32 | 20 | 7  | 5  | 88 | 26  | +62  | Acceso a promoción de ascenso a Tercera Federación                |
| 4    | C.D. Palencia Cristo Atlético "B" (Y, Z) | 64   | 32 | 19 | 7  | 6  | 72 | 25  | +47  | Baja federativa.                                                  |
| 5    | C.D. San José                            | 61   | 32 | 18 | 7  | 7  | 65 | 35  | +30  |                                                                   |
| 6    | CyD Cebrereña                            | 53   | 32 | 15 | 8  | 9  | 65 | 34  | +31  |                                                                   |
| 7    | C.D. Internacional Vista Alegre          | 52   | 32 | 15 | 7  | 10 | 57 | 39  | +18  |                                                                   |
| 8    | C.D. Calasanz                            | 52   | 32 | 14 | 10 | 8  | 79 | 47  | +32  |                                                                   |
| 9    | Racing Lermeño C.F.                      | 46   | 32 | 13 | 7  | 12 | 55 | 42  | +13  |                                                                   |
| 10   | Villarcayo Nela C.F.                     | 45   | 32 | 13 | 6  | 13 | 47 | 45  | +2   |                                                                   |
| 11   | Sporting Uxama                           | 41   | 32 | 10 | 11 | 11 | 43 | 40  | +3   | Descenso a Primera División Provincial                            |
| 12   | Unión Popular Palencia                   | 40   | 32 | 10 | 10 | 12 | 42 | 48  | −6   | Descenso a Primera División Provincial                            |
| 13   | C.D. Villamuriel                         | 32   | 32 | 8  | 8  | 16 | 45 | 68  | −23  | Descenso a Primera División Provincial                            |
| 14   | C.D. Cuéllar Balompié (D)                | 27   | 32 | 8  | 3  | 21 | 37 | 112 | −75  | Descenso a Primera División Provincial                            |
| 15   | Abejar C.F. (D)                          | 15   | 32 | 4  | 3  | 25 | 25 | 92  | −67  | Descenso a Primera División Provincial                            |
| 16   | C. D. La Granja (D)                      | 13   | 32 | 2  | 7  | 23 | 23 | 73  | −50  | Descenso a Primera División Provincial                            |
| 17   | C.D. Las Navas (D)                       | 8    | 32 | 2  | 2  | 28 | 21 | 142 | −121 | Descenso a Primera División Provincial                            |

Actualizado a los partidos jugados el 28 de mayo de 2023.
 Fuente: Resultados Fútbol
Criterios de clasificación: Puntos · Enfrentamientos directos · Diferencia de goles · Goles a favor.
Notas:
1. ↑  C.D. Palencia Cristo Atlético "B" es inelegible para ascender a Tercera Federación esta temporada por el descenso del primer equipo a esa misma categoría.
2. 1 2 3  Equipo inicialmente descendido y posteriormente repescado por las renuncias al ascenso de los equipos segovianos y sorianos y la baja del C.D. Palencia Cristo Atlético "B".

#### Resultados
| Local \ Visitante                 | ABE | BRI | CAL | CEB | CUE | DIO | INT | LGR | LNA  | PACb | RLR | SJS | TUR | UPP | UXA | VLM | VNL |
| --------------------------------- | --- | --- | --- | --- | --- | --- | --- | --- | ---- | ---- | --- | --- | --- | --- | --- | --- | --- |
| Abejar C.F.                       | —   | 1–5 | 1–3 | 1–2 | 1–3 | 1–2 | 2–4 | 0–0 | 2–1  | 0–3  | 0–2 | 1–3 | 2–6 | 1–5 | 0–2 | 0–3 | 3–3 |
| C.F. Briviesca                    | 5–0 | —   | 6–1 | 0–0 | 8–0 | 3–2 | 2–1 | 4–1 | 10–0 | 3–1  | 3–0 | 1–2 | 1–2 | 1–1 | 2–0 | 3–0 | 3–1 |
| C.D. Calasanz                     | 4–0 | 1–1 | —   | 3–2 | 8–0 | 1–1 | 4–4 | 1–1 | 6–0  | 1–3  | 4–4 | 4–0 | 4–1 | 2–2 | 3–1 | 0–0 | 0–1 |
| CyD Cebrereña                     | 3–0 | 2–1 | 1–1 | —   | 5–1 | 0–1 | 2–3 | 5–0 | 7–0  | 0–1  | 2–1 | 3–1 | 1–0 | 3–1 | 2–0 | 2–2 | 1–2 |
| C.D. Cuéllar Balompié             | 4–2 | 0–6 | 0–3 | 2–3 | —   | 0–3 | 1–1 | 1–3 | 4–2  | 0–0  | 1–4 | 1–3 | 1–5 | 3–2 | 0–2 | 4–3 | 2–1 |
| DiocesÁvila UCAV                  | 2–0 | 0–0 | 4–2 | 2–0 | 5–0 | —   | 0–1 | 2–0 | 8–0  | 1–0  | 2–0 | 1–1 | 2–0 | 2–1 | 3–0 | 5–2 | 6–0 |
| C.D. Internacional Vista Alegre   | 4–0 | 0–3 | 3–2 | 1–0 | 5–0 | 0–0 | —   | 7–1 | 2–0  | 1–2  | 2–0 | 0–0 | 2–1 | 3–1 | 2–0 | 3–1 | 0–0 |
| C. D. La Granja                   | 0–1 | 0–3 | 1–5 | 0–2 | 1–2 | 0–2 | 0–4 | —   | 7–0  | 1–1  | 0–3 | 0–2 | 0–3 | 1–2 | 1–1 | 0–0 | 0–0 |
| C.D. Las Navas                    | 1–2 | 1–4 | 0–3 | 1–6 | 0–2 | 1–3 | 2–2 | 4–2 | —    | 0–1  | 0–5 | 1–6 | 1–5 | 1–2 | 1–1 | 1–2 | 0–4 |
| C.D. Palencia Cristo Atlético "B" | 9–0 | 1–1 | 2–2 | 1–1 | 5–0 | 2–0 | 3–0 | 3–0 | 12–0 | —    | 2–0 | 2–0 | 0–1 | 2–1 | 3–2 | 2–1 | 1–0 |
| Racing Lermeño C.F.               | 1–0 | 0–2 | 1–3 | 2–1 | 7–0 | 1–2 | 2–0 | 3–1 | 7–1  | 0–0  | —   | 1–4 | 0–2 | 2–1 | 0–0 | 1–1 | 2–2 |
| C.D. San José                     | 4–0 | 0–2 | 0–0 | 1–1 | 2–0 | 2–0 | 2–0 | 1–0 | 0–1  | 3–2  | 1–2 | —   | 2–4 | 0–0 | 2–2 | 5–1 | 2–2 |
| Turégano C.F.                     | 4–0 | 1–0 | 2–1 | 1–0 | 6–0 | 0–2 | 2–0 | 2–0 | 8–0  | 2–1  | 0–2 | 1–2 | —   | 3–0 | 3–0 | 5–1 | 2–0 |
| Unión Popular Palencia            | 1–3 | 1–1 | 0–4 | 0–0 | 2–2 | 0–0 | 1–0 | 0–0 | 5–0  | 1–3  | 2–0 | 0–5 | 1–1 | —   | 2–1 | 3–1 | 1–0 |
| Sporting Uxama                    | 1–1 | 3–0 | 0–1 | 2–2 | 6–2 | 0–3 | 2–0 | 2–1 | 7–0  | 1–1  | 0–0 | 0–2 | 1–1 | 0–0 | —   | 1–0 | 2–0 |
| C.D. Villamuriel                  | 1–0 | 2–2 | 3–1 | 1–1 | 2–1 | 1–3 | 2–2 | 2–0 | 4–1  | 0–2  | 2–1 | 2–5 | 1–4 | 0–3 | 2–2 | —   | 0–1 |
| Villarcayo Nela C.F.              | 1–0 | 1–2 | 2–1 | 1–5 | 6–0 | 0–1 | 1–0 | 5–1 | 3–0  | 2–1  | 1–1 | 0–2 | 0–3 | 3–0 | 0–1 | 4–2 | —   |

1. ↑  El partido C.D. Palencia Cristo Atlético "B"-C.D. La Granja fue suspendido con resultado 1-0 tras quedarse el equipo visitante por debajo del mínimo de efectivos para un partido de competición oficial y sin suplentes.
2. ↑  El partido Villarcayo Nela C.F.-C.D. Las Navas fue suspendido con resultado 2-0 por lesión de un jugador de Las Navas, que salió al campo con el mínimo de efectivos para un partido de competición oficial y sin suplentes.

#### Máximos goleadores
| Pos. | Jugador               | Equipo                            | Goles | Partidos |
| ---- | --------------------- | --------------------------------- | ----- | -------- |
| 1.º  | Sergio Madrigal       | C.D. Calasanz                     | 31    | 31       |
| 2.º  | Víctor Manuel Pascual | Turégano C.F.                     | 21    | 30       |
| 3.º  | Amado Antolín         | C.D. Palencia Cristo Atlético "B" | 19    | 29       |
| 3.º  | Álvaro de la Iglesia  | C.D. Internacional Vista Alegre   | 19    | 30       |
| 4.º  | Aitor David Asensio   | CyD Cebrereña                     | 15    | 28       |
| 4.º  | César Simón           | C.D. Villamuriel                  | 15    | 28       |
| 5.º  | Julián Hernández      | CyD Cebrereña                     | 14    | 26       |
| 5.º  | Fabián Arvey Rodas    | C.D. Palencia Cristo Atlético "B" | 14    | 29       |
| 6.º  | Adrián Domingo        | C.F. Briviesca                    | 13    | 28       |
| 6.º  | Diego Rodríguez       | Villarcayo Nela C.F.              | 13    | 30       |

### Grupo B

#### Clasificación
| Pos. | Equipo                           | Pts. | PJ | G  | E  | P  | GF | GC | Dif. |                                                    |
| ---- | -------------------------------- | ---- | -- | -- | -- | -- | -- | -- | ---- | -------------------------------------------------- |
| 1    | C.D. Laguna (A, C)               | 72   | 33 | 22 | 6  | 5  | 63 | 29 | +34  | Ascenso a Tercera Federación                       |
| 2    | C.D. Villaralbo (A)              | 65   | 33 | 20 | 5  | 8  | 66 | 35 | +31  | Acceso a promoción de ascenso a Tercera Federación |
| 3    | Zamora C.F. "B"                  | 61   | 33 | 17 | 10 | 6  | 54 | 32 | +22  | Acceso a promoción de ascenso a Tercera Federación |
| 4    | La Bañeza F.C.                   | 57   | 33 | 17 | 6  | 10 | 58 | 39 | +19  |                                                    |
| 5    | C.D. Mojados                     | 54   | 33 | 15 | 9  | 9  | 58 | 42 | +16  |                                                    |
| 6    | Ciudad Rodrigo C.F.              | 52   | 33 | 15 | 7  | 11 | 47 | 38 | +9   |                                                    |
| 7    | C.D. Ribert                      | 50   | 33 | 14 | 8  | 11 | 46 | 43 | +3   |                                                    |
| 8    | C.D. Atlético Mansillés          | 49   | 33 | 14 | 7  | 12 | 56 | 45 | +11  |                                                    |
| 9    | C.D. Onzonilla                   | 47   | 33 | 12 | 11 | 10 | 51 | 45 | +6   |                                                    |
| 10   | Betis C.F.                       | 47   | 33 | 13 | 8  | 12 | 45 | 49 | −4   |                                                    |
| 11   | Salamanca C.F. UDS "B"           | 47   | 33 | 12 | 11 | 10 | 51 | 41 | +10  |                                                    |
| 12   | C.D. Benavente                   | 46   | 33 | 12 | 10 | 11 | 53 | 56 | −3   |                                                    |
| 13   | Unionistas de Salamanca C.F. "B" | 45   | 33 | 13 | 9  | 11 | 50 | 36 | +14  |                                                    |
| 14   | La Cistérniga C.F.               | 41   | 33 | 12 | 5  | 16 | 36 | 50 | −14  |                                                    |
| 15   | C.D. Villa de Simancas (D)       | 25   | 33 | 7  | 4  | 22 | 27 | 63 | −36  | Descenso a Primera División Provincial             |
| 16   | C.D. La Pedraja (D)              | 20   | 33 | 5  | 5  | 23 | 32 | 73 | −41  | Descenso a Primera División Provincial             |
| 17   | C.D. Peñaranda (D)               | 12   | 33 | 2  | 6  | 25 | 24 | 79 | −55  | Descenso a Primera División Provincial             |
| 18   | S.D. Fabero (D, Z)               | 9    | 17 | 2  | 3  | 12 | 18 | 40 | −22  | Descenso a Segunda División Provincial             |

Actualizado a los partidos jugados el 28 de mayo de 2023.
 Fuente: Resultados Fútbol
Criterios de clasificación: Puntos · Enfrentamientos directos · Diferencia de goles · Goles a favor.
Notas:
1. ↑  Unionistas de Salamanca C.F. "B" fue sancionado con una reducción de 3 puntos en la clasificación por alineación indebida en el encuentro de la jornada 32 Unionistas de Salamanca C.F. "B" - Salamanca C.F. UDS "B".[7]
Plaza de descenso establecida por el descenso desde la Tercera División RFEF del U.D. Santa Marta y revocada como efecto de la ampliación del formato de la Tercera Federación a grupos de 18 equipos para la temporada 2023-24.
2. ↑  Plaza establecida inicialmente de descenso y posteriormente revocada como efecto de la ampliación del formato de la Tercera Federación a grupos de 18 equipos para la temporada 2023-24
3. ↑  S.D. Fabero fue descalificado de la competición por incomparecencia en el encuentro de la jornada 34 C.D. Ribert - S.D. Fabero, siendo anulados todos sus resultados obtenidos en la segunda vuelta.

#### Resultados
| Local \ Visitante                | BEN | BET | CRD | FAB   | LAG | LBA | LCS | LPE | MNS | MOJ | ONZ | PEÑ | RIB | SALb | UNIb | VLB | VSM | ZAMb |
| -------------------------------- | --- | --- | --- | ----- | --- | --- | --- | --- | --- | --- | --- | --- | --- | ---- | ---- | --- | --- | ---- |
| C.D. Benavente                   | —   | 2–3 | 2–0 | 2–2   | 2–4 | 2–2 | 4–1 | 3–0 | 2–1 | 0–3 | 2–1 | 2–0 | 3–2 | 1–1  | 1–2  | 1–1 | 4–1 | 1–1  |
| Betis C.F.                       | 1–0 | —   | 2–1 | 4–2   | 1–2 | 4–2 | 2–1 | 2–0 | 0–3 | 1–1 | 0–0 | 3–1 | 3–3 | 2–2  | 0–2  | 1–3 | 3–1 | 0–0  |
| Ciudad Rodrigo C.F.              | 3–2 | 1–0 | —   | 2–1   | 0–1 | 0–0 | 7–0 | 1–0 | 3–2 | 4–1 | 1–0 | 3–1 | 1–1 | 0–1  | 3–1  | 1–1 | 2–1 | 0–3  |
| S.D. Fabero                      | 1–3 | 0–2 | 0–1 | —     | 0–4 | 1–2 | 1–2 | 2–1 | 1–4 | 0–2 | 1–2 | 5–1 | 2–3 | 0–2  | 0–1  | 0–2 | 0–1 | 0–3  |
| C.D. Laguna                      | 6–0 | 1–2 | 2–0 | 2–2   | —   | 2–0 | 1–0 | 2–0 | 0–1 | 1–1 | 0–2 | 4–1 | 1–0 | 4–0  | 0–0  | 1–0 | 2–1 | 2–2  |
| La Bañeza F.C.                   | 2–2 | 1–0 | 2–2 | 2–1   | 1–2 | —   | 3–0 | 1–0 | 5–1 | 3–0 | 1–1 | 7–0 | 3–0 | 2–1  | 2–1  | 3–2 | 1–0 | 3–0  |
| La Cistérniga C.F.               | 0–2 | 2–1 | 2–1 | 0–0   | 2–2 | 2–0 | —   | 4–0 | 0–3 | 3–1 | 0–1 | 2–0 | 2–1 | 1–0  | 0–2  | 0–2 | 2–0 | 0–1  |
| C.D. La Pedraja                  | 2–3 | 3–1 | 1–2 | 2–2   | 2–4 | 1–0 | 0–1 | —   | 1–0 | 2–2 | 1–2 | 0–1 | 2–1 | 1–1  | 0–4  | 0–4 | 0–1 | 0–1  |
| C.D. Atlético Mansillés          | 2–0 | 1–2 | 3–3 | 1–0   | 1–2 | 4–0 | 2–1 | 4–1 | —   | 1–1 | 1–1 | 1–0 | 2–0 | 1–0  | 0–3  | 1–2 | 3–1 | 0–2  |
| C.D. Mojados                     | 4–1 | 1–0 | 2–0 | 6–0   | 1–0 | 0–2 | 2–1 | 2–2 | 4–4 | —   | 3–0 | 1–1 | 0–1 | 3–3  | 2–1  | 2–0 | 2–0 | 1–2  |
| C.D. Onzonilla                   | 1–1 | 1–0 | 1–0 | 2–1   | 2–3 | 1–2 | 3–1 | 7–2 | 1–1 | 2–1 | —   | 4–1 | 1–1 | 2–2  | 0–1  | 0–0 | 2–0 | 1–3  |
| C.D. Peñaranda                   | 1–2 | 0–1 | 1–1 | 2–0   | 1–2 | 0–2 | 2–3 | 0–2 | 0–0 | 1–5 | 3–1 | —   | 0–1 | 0–2  | 0–4  | 1–3 | 0–0 | 1–2  |
| C.D. Ribert                      | 1–2 | 2–2 | 0–1 | Susp. | 2–0 | 1–0 | 1–1 | 3–2 | 2–1 | 2–1 | 1–0 | 1–1 | —   | 0–0  | 2–0  | 4–1 | 3–1 | 0–2  |
| Salamanca C.F. UDS "B"           | 4–1 | 0–1 | 0–0 | 1–0   | 1–3 | 2–1 | 0–0 | 3–1 | 0–1 | 1–1 | 1–1 | 5–2 | 2–4 | —    | 0–0  | 1–5 | 4–0 | 2–0  |
| Unionistas de Salamanca C.F. "B" | 0–0 | 1–1 | 0–1 | 6–0   | 0–2 | 0–0 | 1–2 | 1–1 | 1–3 | 3–0 | 3–3 | 3–2 | 2–2 | 0–3  | —    | 0–2 | 2–0 | 2–1  |
| C.D. Villaralbo                  | 3–2 | 6–1 | 2–1 | 4–1   | 0–1 | 5–3 | 2–0 | 4–0 | 2–1 | 0–2 | 3–1 | 1–1 | 3–0 | 0–2  | 3–2  | —   | 2–0 | 1–0  |
| C.D. Villa de Simancas           | 1–1 | 1–1 | 0–1 | 4–1   | 0–3 | 0–1 | 2–1 | 3–1 | 1–1 | 0–4 | 3–4 | 2–0 | 0–1 | 0–5  | 0–2  | 1–0 | —   | 1–0  |
| Zamora C.F. "B"                  | 2–2 | 2–0 | 2–1 | 3–0   | 1–1 | 2–1 | 1–1 | 3–3 | 3–2 | 0–2 | 2–2 | 4–0 | 1–0 | 3–0  | 0–0  | 1–1 | 4–1 | —    |

1. 1 2 3 4 5 6 7 8 9 10 11 12 13 14 15 16  Resultado anulado por descalificación del S.D. Fabero.
2. ↑  El partido C.D. Ribert-S.D. Fabero fue suspendido por incomparecencia del equipo visitante.
3. ↑  El partido Unionistas de Salamanca C.F. "B"-Salamanca C.F. UDS "B", finalizado con 0-0 fue resuelto administrativamente con resultado de 0-3 por alineación indebida del conjunto local.

#### Máximos goleadores
| Pos. | Jugador                 | Equipo              | Goles | Partidos |
| ---- | ----------------------- | ------------------- | ----- | -------- |
| 1.º  | Carlos Alonso "Chatún"  | C.D. Mojados        | 36    | 34       |
| 2.º  | Francisco Javier Turiel | C.D. Benavente      | 29    | 34       |
| 3.º  | Álvaro Colino           | C.D. Laguna         | 19    | 33       |
| 4.º  | Ismael Casado           | C.D. Laguna         | 16    | 26       |
| 4.º  | Alberto García          | Ciudad Rodrigo C.F. | 16    | 29       |
| 5.º  | Jorge Santos            | C.D. Villaralbo     | 15    | 30       |
| 6.º  | Abel López              | C.D. Villaralbo     | 14    | 33       |
| 7.º  | Hugo Álvarez            | C.D. Onzonilla      | 13    | 30       |
| 8.º  | Ramón Mera              | La Bañeza F.C.      | 11    | 26       |

## Play Off de Ascenso a Tercera Federación
Este play-off reunió a los segundos y terceros de cada grupo en la lucha por obtener una de las tres plazas de ascenso a Tercera Federación. El formato consistió en dos rondas de eliminatorias directas a doble vuelta, enfrentando la primera ronda al segundo de un grupo con el tercero del otro grupo. Los ganadores de cada eliminatoria se clasificaron para la ronda final. En todo caso el partido de vuelta se disputaró en el campo del equipo que terminó la fase regular de la competición en una posición más alta, o en su defecto con un mayor promedio de puntos por partido disputado.
Equipos clasificados
| Pos. | Grupo A        | Pts. | Part. | Prom. |
| ---- | -------------- | ---- | ----- | ----- |
| 2.º  | Turégano C.F.  | 71   | 32    | 2,219 |
| 3.º  | C.F. Briviesca | 67   | 32    | 2,094 |

| Pos. | Grupo B         | Pts. | Part. | Prom. |
| ---- | --------------- | ---- | ----- | ----- |
| 2.º  | C.D. Villaralbo | 65   | 33    | 1,970 |
| 3.º  | Zamora C.F. "B" | 61   | 33    | 1,848 |

|  | Semifinales               | Semifinales               | Semifinales               | Semifinales               | Semifinales               |   |       | Final                    | Final                    | Final                    | Final                    | Final                    |  |
|  | 3-4 de junio/ 10 de junio | 3-4 de junio/ 10 de junio | 3-4 de junio/ 10 de junio | 3-4 de junio/ 10 de junio | 3-4 de junio/ 10 de junio |   |       | 18 de junio/ 24 de junio | 18 de junio/ 24 de junio | 18 de junio/ 24 de junio | 18 de junio/ 24 de junio | 18 de junio/ 24 de junio |  |
|  |                           |                           |                           |                           |                           |   |       |                          |                          |                          |                          |                          |  |
|  |                           |                           |                           |                           |                           |   |       |                          |                          |                          |                          |                          |  |
|  | 3.º B                     | Zamora C.F. "B"           | 1                         | 1                         | 2                         |   |       |                          |                          |                          |                          |                          |  |
|  | 3.º B                     | Zamora C.F. "B"           | 1                         | 1                         | 2                         |   |       |                          |                          |                          |                          |                          |  |
|  | 2.º A                     | Turégano C.F.             | 0                         | 1                         | 1                         |   |       |                          |                          |                          |                          |                          |  |
|  | 2.º A                     | Turégano C.F.             | 0                         | 1                         | 1                         |   | 3.º B | Zamora C.F. "B"          | 0                        | 2                        | 2                        |                          |  |
|  |                           |                           |                           |                           |                           |   | 3.º B | Zamora C.F. "B"          | 0                        | 2                        | 2                        |                          |  |
|  |                           |                           | 2.º B                     | C.D. Villaralbo (pr.)     | 1                         | 2 | 3     |                          |                          |                          |                          |                          |  |
|  | 3.º A                     | C.F. Briviesca            | 2.º B                     | C.D. Villaralbo (pr.)     | 1                         | 2 | 3     | 1                        | 0                        | 1                        |                          |                          |  |
|  | 3.º A                     | C.F. Briviesca            |                           |                           |                           |   |       | 1                        | 0                        | 1                        |                          |                          |  |
|  | 2.º B                     | C.D. Villaralbo           | 2                         | 4                         | 6                         |   |       |                          |                          |                          |                          |                          |  |
|  | 2.º B                     | C.D. Villaralbo           | 2                         | 4                         | 6                         |   |       |                          |                          |                          |                          |                          |  |
|  |                           |                           |                           |                           |                           |   |       |                          |                          |                          |                          |                          |  |

### Semifinales

#### Zamora C.F. "B" – Turegano C.F.
| 04 de junio de 2023, 17:00 | Zamora C.F. "B"     | 1:0 (0:0) | Turegano C.F. | Estadio Ruta de la Plata, Zamora |                         |
|                            | - Bamta Bande 90+4' | Reporte   |               | Árbitro(s): Ortega Peña          | Árbitro(s): Ortega Peña |

| 10 de junio de 2023, 18:00 | Turegano C.F.         | 1:1 (1:1) (Global 1:2) | Zamora C.F. "B"   | El Burgo Turégano, Turégano    |                                |
|                            | - Luis del Barrio 41' | Reporte                | - 10' Bamta Bande | Árbitro(s): Martínez Rodríguez | Árbitro(s): Martínez Rodríguez |

#### C.F. Briviesca – C.D. Villaralbo
| 03 de junio de 2023, 18:00 | C.F. Briviesca    | 1:2 (0:0) | C.D. Villaralbo                       | Diego Dávila Álvarez, Briviesca |                            |
|                            | - Alvar Ortiz 70' | Reporte   | - 67' Sergio Barbero - 81' Abel López | Árbitro(s): Alonso Infante      | Árbitro(s): Alonso Infante |

| 10 de junio de 2023, 18:00 | C.D. Villaralbo                                                                  | 4:0 (3:0) (Global 6:1) | C.F. Briviesca | C.M. Los Barreros, Villaralbo |                            |
|                            | - Mario Moreta 8' - Abel López 17' (pen.) - Sergio Barbero 23' - Noel Martín 89' | Reporte                |                | Árbitro(s): Obeja González    | Árbitro(s): Obeja González |

### Final

#### Zamora C.F. "B" – C.D. Villaralbo
| 18 de junio de 2023, 18:30 | Zamora C.F. "B" | 0:1 (0:0) | C.D. Villaralbo      | Estadio Ruta de la Plata, Zamora |                                |
|                            |                 | Reporte   | - 58' Alejandro Díaz | Árbitro(s): Prieto Castellanos   | Árbitro(s): Prieto Castellanos |

| 24 de junio de 2023, 18:00 | C.D. Villaralbo                            | 2:2 (0:0, 1:2, 1:2) (Global 3:2) | Zamora C.F. "B"                     | C.M. Los Barreros, Villaralbo |                            |
|                            | - Javier Hernández 57' - Víctor Román 115' | Reporte                          | - 47' Luis Rivas - 52' Jesús Villar | Árbitro(s): Martín Álvarez    | Árbitro(s): Martín Álvarez |

| Asciende a Tercera División RFEF C.D. Villaralbo |

## Ascendidos a Tercera División RFEF
| Bandera de Castilla y León | Bandera de Castilla y León | Bandera de Castilla y León |
| DiocesÁvila UCAV           | C.D. Laguna                | C.D. Villaralbo            |
| 1.º Grupo A                | 1.º Grupo B                | 2.º Grupo B                |

## Clasificados para la Copa del Rey
| Bandera de Castilla y León |
| Turégano C.F.              |
| 2.º Grupo A                |